# HD 107418
HD 107418 är en ensam stjärna belägen i den norra delen av stjärnbilden Korpen. Den har en skenbar magnitud av ca 5,14 och är svagt synlig för blotta ögat där ljusföroreningar ej förekommer. Baserat på parallaxmätning inom Hipparcosuppdraget på ca 16,2 mas, beräknas den befinna sig på ett avstånd på ca 201 ljusår (ca 62 parsek) från solen. Den rör sig bort från solen med en heliocentrisk radialhastighet på ca 14 km/s.

## Egenskaper
HD 107418 är en orange till gul jättestjärna av spektralklass K0 III, 
som  har förbrukat förrådet av väte i dess kärna och utvecklats bort från huvudserien. Den har en massa som är ca 1,8 solmassor, en radie som är ca 10 solradier och har ca 43 gånger solens utstrålning av energi från dess fotosfär vid en effektiv temperatur av ca 4 700 K.